# 四天王神社
四天王神社（してんのうじんじゃ）は、岐阜県高山市漆垣内町（旧・大野郡大八賀村）に鎮座する神社。

## 概要
創建時期は不詳。飛騨国式外社十社の一つの「正六位四天王神従五位下」と推測される。また、仏教の四天王を祀ったという説もある。
江戸時代は「天王宮」「天王神社」と称していた。1871年（明治4年）に四天王神社に改称する。

## 主祭神
- 須佐之男命

四天王神とする記述もある。

## 相殿
- 櫛稲田姫命
- 斎火武主比命
- 天照国照彦火明命
- 奥津比古命
- 大八椅命
- 奥津比売神
- 日光の神
- 月光の神